# Joe Tex
Joe Tex (Rogers, Texas, 1935. augusztus 8. – Navasota, Texas, 1985. augusztus 13.), születési nevén Joseph Arrington Jr., később felvett polgári nevén Yusuf Hazziez, amerikai southern soul énekes és dalszerző. Korának egyik leginkább alulértékelt soul előadója, emellett pedig a rap egyik előfutára.

## Életpályája
Joseph és Cherie Sue Arrington fiaként született 1935-ben (megjegyzendő, hogy sok forrás helytelenül 1933-ra teszi a születési évet). 12 éves koráig testvérével együtt nagyanyja nevelte, ezután elvált anyjával együtt a Houston közeli Baytownba költöztek. Itt a szegregált G W Carver iskolába járt, ahol kitűnt zenei tehetségével és atlétikai teljesítményével. 1954-ben megnyert egy zenei tehetségkutató versenyt, és néhány hétre New Yorkba ment, ahol többen felfigyeltek rá, és szerződést is ajánlottak neki.
Miután Baytownban befejezte a középiskolát, visszatért New Yorkba és Joe Tex művésznév alatt felvételeket készített; rövid ideig a Sunbeams együttesben is énekelt. 1955-ben a Cincinnati-beli King Records szerződtette, ahol több kislemezt készített, de számai (melyek főleg ismert előadók dalainak utánzatai voltak) nem arattak sikert. 1958–1960 között a nemrég alakult Ace Recordsnak dolgozott, és All I Could Do Was Cry számával kisebb sikert könyvelt el, de az áttörés még váratott magára.
1961-ben Buddy Killen szerződtette újonnan alakult Dial Records kiadójához, melynek az Atlantic Records volt a terjesztője. Az 1964-es Hold what you’ve got végül elhozta a sikert: első helyet ért el a Billboard R&B és ötödiket a Hot 100 toplistán. 1965-ben hét száma került fel a Billboard R&B listára (ebből kettő első helyezett), és ugyanebben az évben kiadta első nagylemezét is, melyet az év vége előtt még egy második követett. Szárnyalása a következő években is folytatódott; 1967-ben elkészítette egyik legismertebb számát (Skinny Legs and All), és számos nagyra értékelt kis- és nagylemezt adott ki.
Tex igazi közönségszórakoztató volt: bármely más előadót hűen tudott utánozni, és „a soul bohóc-hercegeként” (Clown Prince of Soul) jellemezték. Nagyra értékelték akrobatikus táncmozdulatait és a mikrofonnal bemutatott mutatványait is.
Zenei karrierjét végigkísérte James Brown-nal, a soul másik legendájával való rivalizálása, mely még az 1950-es évek közepén kezdődött, mikor mindketten a King Recordsnál voltak. Oka az volt, hogy Brown állítólag ellopta Tex egyik számát, táncmozdulatait, és feleségét is elcsábította. A két zenész folyamatosan gúnyolta és piszkálta egymást; 1963-ban az ellenségeskedés odáig fajult, hogy egy klubban Brown rálőtt Texre. A lövöldözésnek több áldozata volt, azonban Tex sértetlenül megúszta a kalandot. A rivalizálásnak köszönhető a modern zenetörténelem legelső diss trackje, Joe Tex 1962-es You Keep Her száma.
1968-ban Tex muzulmán hitre tért és csatlakozott a Nation of Islam fekete muzulmán vallási szervezethez. A következő években még elkönyvelt néhány sikert – az 1972-es I Gotcha karrierje legnagyobbra értékelt száma (első helyet ért el a R&B és másodikat a Hot 100 listán), és az egyik olyan szám, mely jelentős hatást tett a rap kialakulására – de 1972 végén felhagyott zenei karrierjével és idejét muzulmán hitszónoki munkájának szentelte.
1975-ben visszatért a zenéléshez, és az akkor divatos diszkó stílusban alkotott; legismertebb száma ebből az időszakból az Ain't Gonna Bump No More (With No Big Fat Woman). Közben egészsége megromlott, fájdalmai voltak, hallása nagy részét elveszítette, depresszióba esett, ezeken felül eladósodott. 1981-ben ismét visszavonult a zenéléstől, és egy texasi tanyára költözött, ahol 47 évesen szívinfarktusban elhunyt.

## Diszkográfia

### Nagylemezek
- Hold What You've Got (Atlantic, 1965)
- The New Boss (Atlantic, 1965)
- The Love You Save (Atlantic, 1966)
- I've Got To Do A Little Bit Better (Atlantic, 1966)
- Live And Lively (Atlantic, 1968)
- Soul Country (Atlantic, 1968)
- Happy Soul (Atlantic, 1969)
- Buying A Book (Atlantic, 1969)
- With Strings & Things (Atlantic, 1970)
- From The Roots Came The Rapper (Atlantic, 1971)
- I Gotcha (Dial, 1972)
- Spills The Beans (Dial, 1972)
- Bumps & Bruises (Epic, 1977)
- Rub Down (Epic, 1978)
- He Who Is Without Funk Cast The First Stone (Dial, 1978)